# Immerkopf
Koordinaten: 50° 57′ 44″ N, 7° 28′ 17″ O
Das Naturschutzgebiet Immerkopf liegt auf dem Gebiet der Stadt Wiehl im Oberbergischen Kreis in Nordrhein-Westfalen.
Das Gebiet erstreckt sich nordwestlich der Kernstadt Wiehl und südwestlich von Weiershagen, einem Ortsteil von Wiehl. Am westlichen Rand des Gebietes verläuft die B 56 und nördlich die Landesstraße L 302 und die A 4. Unweit südlich erhebt sich der 364 Meter hohe Immerkopf.

## Bedeutung
Das etwa 63,4 ha große Gebiet wurde im Jahr 2003 unter der Schlüsselnummer GM-056 unter Naturschutz gestellt.